# Parasztok (film, 2023)
A Parasztok (eredeti cím: Chłopi) 2023-ban bemutatott koprodukció számítógépes animációs történelmi filmdráma, amelyet DK Welchman és Hugh Welchman rendezett és írt, Władysław Reymont azonos című regénye alapján.
Lengyelországban 2023. október 23-án, míg Magyarországon 2023. december 7-én mutatták be a mozikban.

## Cselekmény
A film, akárcsak Reymont regénye, négy részre oszlik, amelyek mind a négy évszaknak megfelelnek. A huszadik századfordulón játszódik, egy év alatt, Lipce faluban.

### Ősz
A szép, de szerény, fiatal parasztlány, Jagna Paczesiówna, aki tehetségesen tud vágásokat készíteni, szerelmes Antek Borynába, a falu leggazdagabb parasztjának, Maciej Borynának a fiába. Anteknek azonban van egy felesége, Hanka, aki nehezen fogadja el férje közeledését egy másik nő felé. Ráadásul Maciej, aki özvegyemberként új feleséget keres, úgy dönt, hogy feleségül veszi Jagnát, és hozományként hat hold földet ad neki. Antek és Hanka helytelenítik ezt a döntést. Miután összeveszik Antekkel, Maciej megparancsolja fiának és menyének is, hogy hagyják el a gazdaságot.

### Tél
Annak ellenére, hogy férjhez ment Maciej Borynához, Jagna titkos viszonyt folytat a száműzött Antekkel. Maciej többször is rajtakapja feleségét a fiával. Emellett Maciej-t zavarja a földbirtokosok bíróságának döntése, miszerint kivágják a parasztok erdejét. Embereket gyűjt a faluból, hogy bosszút álljon a földbirtokosokon. A földbirtokosok küldötteivel folytatott ádáz küzdelem során Maciej súlyosan megsérül, amiért Antek brutális bosszút áll. A harcokat az orosz csapatok behatolása szakítja félbe, akik sok lipcei parasztot letartóztatnak, köztük Anteket is. Eközben Jagna, akit azzal vádolnak, hogy szerencsétlenséget hozott a falura, egyre nagyobb elszigeteltséggel küzd.

### Tavasz
Maciej, aki sebesülten fekszik az ágyon, titokban rejtett pénzt ad át Hankának, hogy élelmet biztosítson a családjának. Eközben Jagna ajánlatot kap Piotr polgármestertől, hogy segítsen Anteket kiszabadítani a letartóztatásból. A polgármester azonban kihasználja a helyzetet, leitatja a lányt, és sikertelenül megpróbálja megerőszakolni. Egy nap Maciej ösztönösen felkel az ágyból, hogy bevetesse a földjét, de vetés közben összeesik és meghal. Antek visszatér a letartóztatásból, és átveszi apja birtokát. Antek, amikor a karácsonyi énekesek látogatása közben észreveszi Jagnát, elcsalja és megerőszakolja.

### Nyár
Jagna, akiről már köztudott, hogy kicsapongó nő, rosszindulatból visszautasítja az ajánlatot, hogy feleségül menjen egy Mateusz nevű asztaloshoz. Lipce lakói megvitatják Jagna ügyét, és úgy döntenek, hogy száműzik a faluból. Antek, aki immár Lipce legbefolyásosabb embere, hagyja, hogy a parasztok lincselést hajtsanak végre. Felháborodva megtámadják a kunyhót, ahol Jagna rejtőzik, letépik a ruháit, és a falu szélére viszik. Ott megverik és földdel dobálják, és meztelenül hagyják az esőben. Egy idő után a megalázott Jagna feláll, hagyja, hogy az eső lemossa róla a sarat, és kivonul a világba.

## Szereplők
| Szerep         | Színész           | Magyar hang     |
| -------------- | ----------------- | --------------- |
| Jagna          | Kamila Urzędowska | Kis-Kovács Luca |
| Antek Boryna   | Robert Gulaczyk   | Szatory Dávid   |
| Maciej Boryna  | Mirosław Baka     | Kőszegi Ákos    |
| Hanka Borynowa | Sonia Mietielica  | Sallai Nóra     |
| Dominikowa     | Ewa Kasprzyk      | Molnár Zsuzsa   |
| Bíró           | Andrzej Konopka   | Földes Tamás    |
| Jasio          | Maciej Musiał     | Czető Roland    |

### Magyar változat
- Bemondó: Galambos Péter
- Magyar szöveg: Pipó László
- Hangmérnök: Bederna László
- Vágó: Pilipár Éva
- Gyártásvezető: Vigvári Ágnes
- Szinkronrendező: Nikodém Gerda
- Produkciós vezető: Witzenleiter Kitti

A szinkront a Direct Dub Studios készítette el.

## A film készítése
A filmet a Welchman duó előző filmjéhez, a Loving Vincenthez hasonlóan festett animációs technikával készítették öt éven át, kezdetben a színészekkel forgatták a filmet, majd négy stúdióban Lengyelországban, Litvániában, Ukrajnában és Szerbiában több mint száz festőművész a felvételek alapján olajfestményeket festett, amelyek a film képkockái lettek. Ezután animátorok dolgoztak a festmények kiegészítésén, hogy az egész film zökkenőmentes legyen. A művészek összesen több mint 200 000 órát dolgoztak a projekten.
A film a 19. és 20. század fordulójáról származó műveket mutat be, különös tekintettel a fiatal lengyel művészekre. Olyan művészek műveinek értelmezését tartalmazza, mint Józef Chełmoński, Ferdynand Ruszczyc és Leon Wyczółkowski.
A film a lengyelországi BreakThru Films, a litvániai Art Shot és a szerbiai Digitalkraft koprodukciójában készült.